# 1941. Krýlja nad Berlinom
1941. Krýlja nad Berlinom (russisk: 1941. Крылья над Берлином, da.: 1941. Vinger over Berlin) er en russisk spillefilm fra 2022 instrueret af Konstantin Buslov.

## Medvirkende
- Maksim Bitjukov som Jevgenij Preobrazhenskij
- Sergej Puskepalis som Semjon Zjavoronkov
- Gela Meskhi som Vladimir Kokkinaki
- Andrej Kharenko som Khokhlov
- Sergej Gilev som Výdrin
- Jevgenij Antropov som Katjanov